# 치위

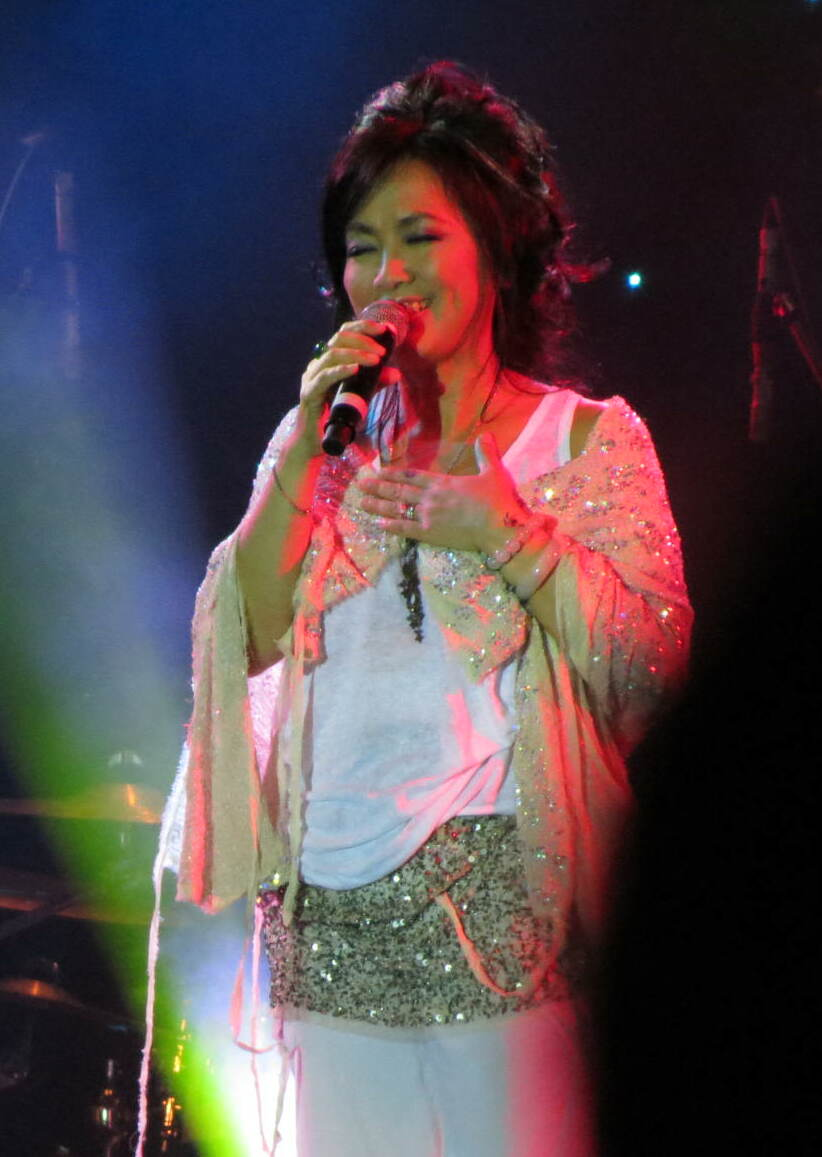

치위(중국어: 齊豫, 병음: Qí Yu, 1957년 10월 17일)는 대만의 가수로, 언니인 치 친은 1979년 히트곡인 《감람수》로 알려져 있다.